# Anthoxanthum pallidum
Anthoxanthum pallidum är en gräsart som först beskrevs av Hand.-mazz., och fick sitt nu gällande namn av Nikolai Nikolaievich Tzvelev. Anthoxanthum pallidum ingår i släktet vårbroddssläktet, och familjen gräs. Inga underarter finns listade i Catalogue of Life.